# Tim Atchison
(en) Statistiques sur pro-football-reference
Timothy Drew Atchison (né le 27 septembre 1987 au Houston) est un joueur américain de football américain.

## Enfance
Atchison étudie à la Copperas Cove High School de Copperas Cove. Il est nommé dans l'équipe de la Class 5A du Texas 2005 après avoir fait 147 tacles, six interceptions, trois tirs bloqués, trois fumbles récupérés et un forcés.

## Carrière

### Université
Il entre à l'université Baylor en 2006. Lors de sa dernière saison à l'université, il fait soixante-douze tacles, neuf passes déviées.

### Professionnel
Tim Atchison n'est sélectionné par aucune équipe lors du draft de la NFL de 2011. Il signe avec les Rams de Saint-Louis peu après comme agent libre non-drafté. Le 4 septembre 2011, il n'est pas conservé pour commencer la saison et signe avec l'équipe d'entraînement de l'équipe. Le 23 septembre, il est mis sur la liste des blessés jusqu'à la fin de la saison après une blessure aux tendons. Quatre jours plus tard, les Rams le libèrent.

## Palmarès
- Équipe de la Class 5A du Texas 2005